# Al-Fadl ibn Salih

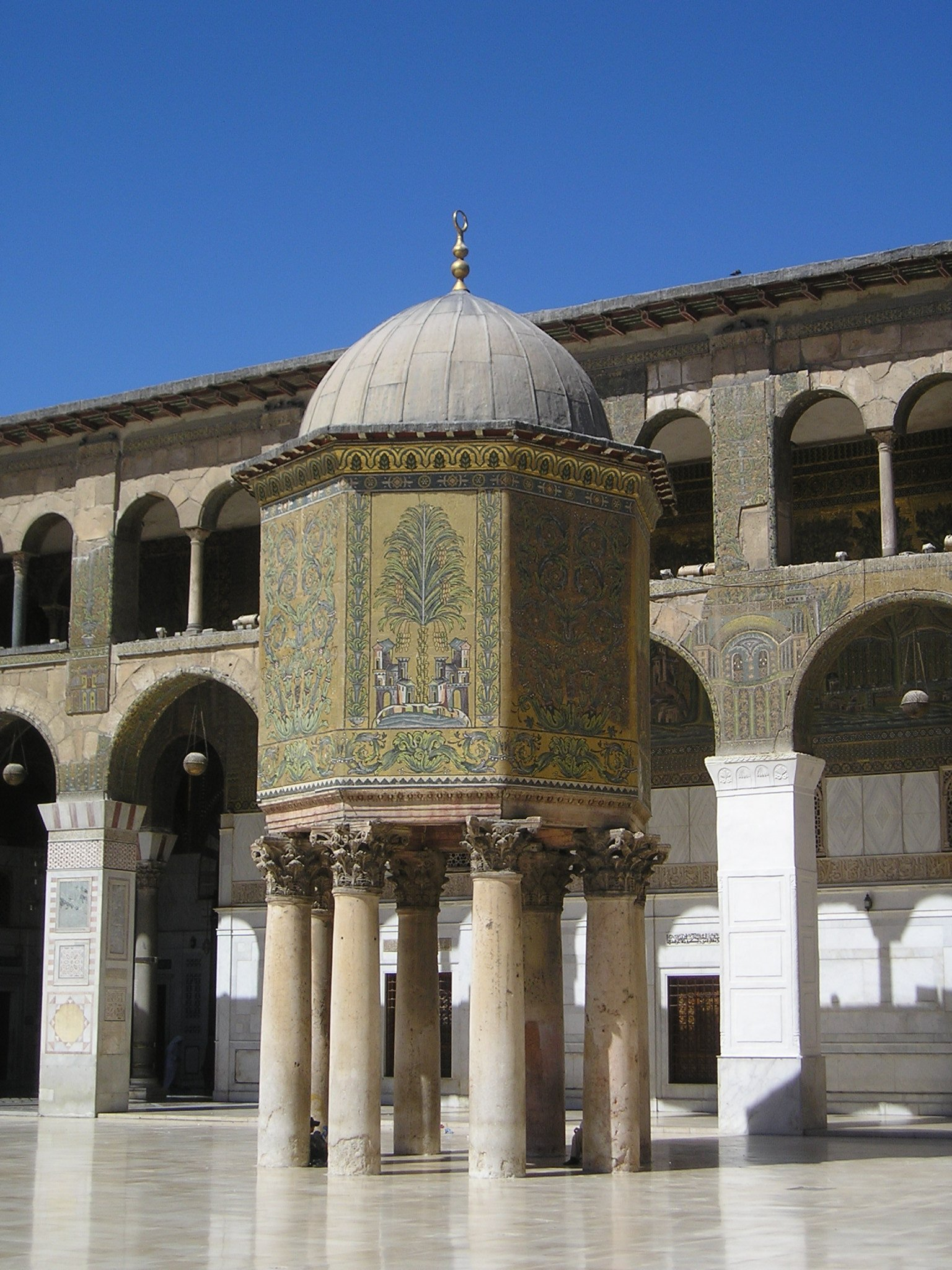
Bayt al-Mal costruito per ordine di Fadl ibn Salih nel 789

Al-Fadl ibn Salih ibn Ali ibn Abdillah ibn Abbas (740 – 789) è stato un generale arabo, appartenente alla dinastia abbaside, che governò diverse province della Siria nel tardo VIII secolo. Fu anche governatore dell'Egitto per un breve periodo. Era legato ai califfi abbasidi e faceva parte della tribù dei Bani Salih.

## Biografia
Nel 755, al-Fadl capeggiò la carovana di pellegrini verso la Mecca e Medina per l'annuale hajj. Divenne governatore dello jund di Damasco (la cui principale città era Damasco) nel 766, e tre anni dopo ottenne anche lo jund di Qinnasrin (principale città Aleppo) durante il regno del califfo al-Mansur. Nel 775, venne nominato governatore della regione di Giazira, a nord di Damasco, da parte del califfo abbaside al-Mahdi e giunse a Giazira lo stesso anno. Al-Fadl tornò a Damasco nel 780, dopo il suo viaggio a Gerusalemme, dove aveva accompagnato al-Mahdi e parte del suo seguito. Fu in questo periodo che fu deposto come governatore di Giazira e sostituito da Abd al-Samad ibn Ali.
Al-Fadl venne inviato, con un grande esercito, a sedare una ribellione in Egitto nel 785. Dopo aver sconfitto i ribelli a Buwit, al-Mahdi lo nominò governatore della al-Fustat in Egitto. Fece costruire le caserme dei soldati e la moschea congregazionale di al-Askar e durante il suo mandato fuse le città di all-Askar e al-Fustat in un grande unico agglomerato. Il suo governo durò solo un anno, e quando al-Hadi succedette al padre nel califfato nel 786, venne sollevato dal suo incarico.  Dopo il ritorno in Siria nel 789, fece sostituire le porte della Moschea degli Omayyadi e costruire il famoso  Bayt al-Mal, luogo deputato a custodire i fondi della moschea. Al-Fadl fu anche l'artefice della costruzione della cupola orientale dell'orologio, che venne costruito nel 780.